# 格伦·豪斯曼
格伦·豪斯曼（英語：Glen Housman，1971年9月3日—），澳大利亚男子游泳运动员。他曾代表澳大利亚参加1992年和1996年夏季奥林匹克运动会游泳比赛，其中1992年奥运会获得一枚银牌。